# Sam Boucaud
Sam Boucaud es una localidad de Trinidad y Tobago, que forma parte de la región de San Juan-Laventille.

## Geografía
La localidad abarca parte de la isla Trinidad y limita al norte con Soconusco y La Pastora, al sur con St. Anns, al este con Cantaro Village y al oeste con Maraval.

## Demografía
Datos demográficos de la localidad de Sam Boucaud:
| Gráfica de evolución demográfica de Sam Boucaud entre 2000 y 2011 |
|                                                                   |